# 淡色黄文蛤
淡色黄文蛤（学名：Pitar yerburyi），是帘蛤目帘蛤科卵蛤属的一种。主要分布于台湾，常栖息在潮间带沙滩、泥滩。